# Toerisme Vlaanderen

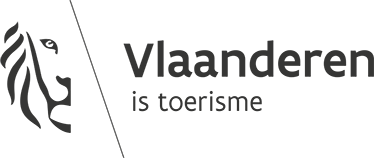

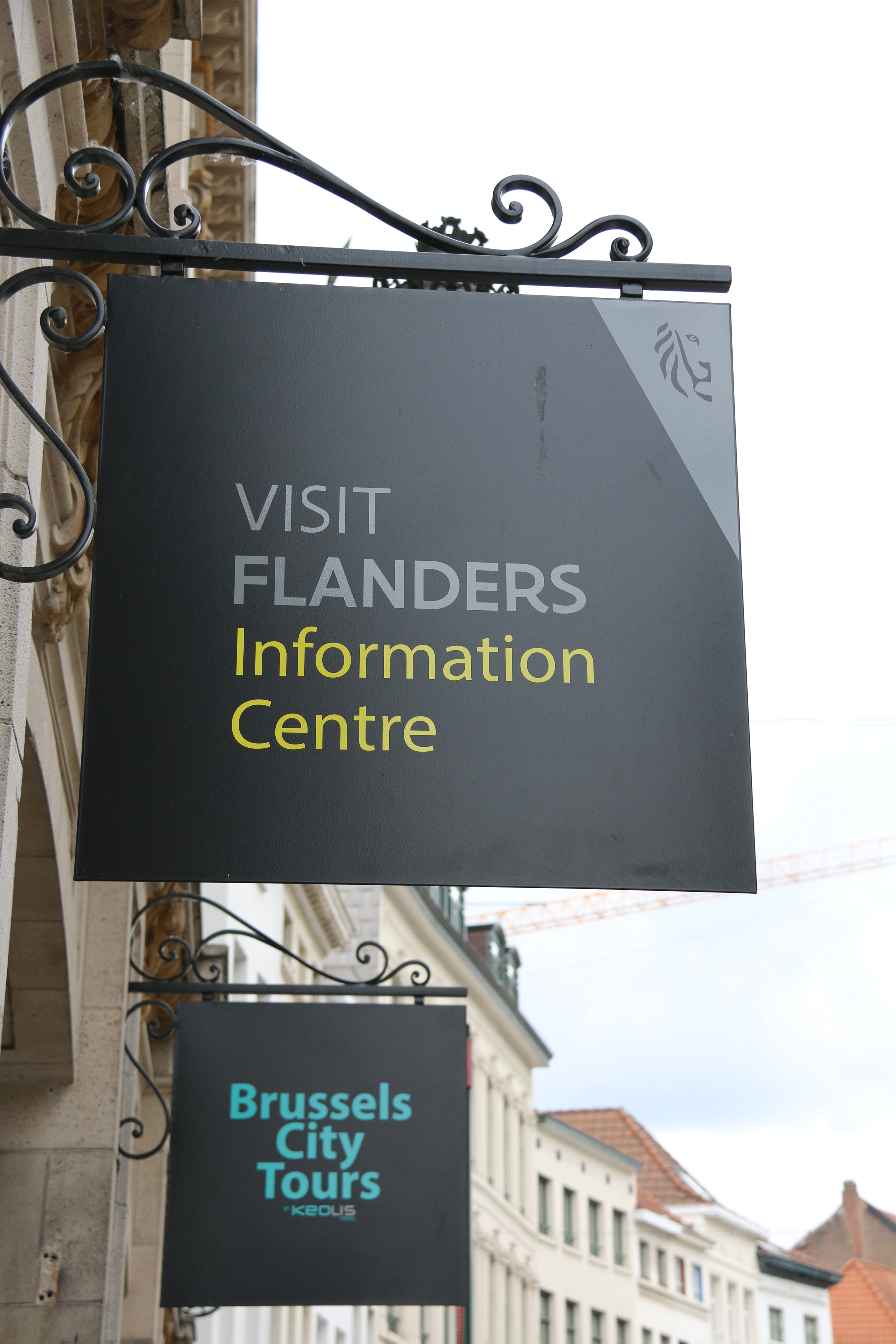

Toerisme Vlaanderen is een agentschap (vroeger "parastatale") van de Vlaamse overheid en valt onder de bevoegdheid van de Vlaams minister van Toerisme.
Toerisme Vlaanderen biedt vanuit de Vlaamse overheid ondersteuning aan toeristische partners in Vlaanderen op gebied van toerisme in de breedste zin van het woord.

## Geschiedenis
Deze organisatie werd aanvankelijk opgericht als Vlaamse openbare instelling bij decreet van 29 mei 1984 houdende oprichting van een Vlaams Commissariaat-generaal voor Toerisme (VCGT). Die openbare instelling werd bij decreet van 22 december 1995 omgevormd tot Toerisme Vlaanderen (TV).
Bij decreet van 19 maart 2004 werd het in het kader van Beter Bestuurlijk Beleid omgevormd tot een intern verzelfstandigd agentschap met rechtspersoonlijkheid. Dit decreet is in werking getreden op 29 april 2004.

## Missie
Het agentschap wil zich als een strategie- en kennisgedreven marketingorganisatie inzetten om de duurzame ontwikkeling van het toerisme en van de toeristische sector in Vlaanderen en Brussel te bevorderen met het oog op meer economisch rendement, tewerkstelling en sociaal welzijn. Deze missie bevat de vier pijlers waarop de werking van Toerisme Vlaanderen rust:
- Met gerichte investeringen en ondersteuning het toeristisch aanbod in Vlaanderen aantrekkelijker maken.
- Bestemming Vlaanderen actief promoten om meer bezoekers aan te trekken.
- De volwaardige participatie aan toerisme voor iedere Vlaming mogelijk maken.
- De verdere professionalisering van de sector stimuleren om voor de bezoekers een kwaliteitsvol aanbod te verzekeren.

Toerisme Vlaanderen werd ook eigenaar van het Kasteel van Leut, het Kasteel van Heers, de Abdij van Herkenrode, de Sint-Godelieveabdij en het Rubenskasteel.